# 겜모키스티스속
겜모키스티스속(Gemmocystis)은 정단복합체충문의 구포자충아강에 속하는 원생생물 속의 하나이다.
돌산호 속에 기생하며, 카리브해에서 발견된다. 이 속에 대해 알려진 바는 거의 없다.

## 분류학
유일종 "겜모키스티스 킬린드루스"(Gemmocystis cylindrus)만을 포함하고 있다.